# Manyang Seuleumak Barat
Manyang Seuleumak Barat is een bestuurslaag in het regentschap Aceh Utara van de provincie Atjeh, Indonesië. Manyang Seuleumak Barat telt 280 inwoners (volkstelling 2010).